# Antoni Gaszyński
Antoni Gaszyński herbu Jastrzębiec (ur. 1766) – kapitan w insurekcji kościuszkowskiej, porucznik adiutant Gwardii Konnej Koronnej w 1790 roku.